# De Stille Kracht (televisieserie)
|                                                     |  |  |
| Links Petra Laseur en Ton Kuyl, rechts Bob de Lange |  |  |

De Stille Kracht is een driedelige Nederlandse televisieserie uit 1974, naar het gelijknamige boek van Louis Couperus uit 1900. De serie werd geregisseerd door Walter van der Kamp en de hoofdrollen werden vertolkt door Pleuni Touw, Bob de Lange, Hans Dagelet en Willem Nijholt. 
N.a.v. deze tv-bewerking door Walter van der Kamp die in 1973 door de AVRO werd verfilmd en in 1974 als een wekelijkse serie in afleveringen werd uitgezonden, verscheen een nieuwe uitgave van het boek uit 1900, ditmaal geïllustreerd met foto´s (8 in kleur en 13 in zwart-wit) van scènes uit deze bewerking en voorzien van een appendix met een verklarende woordenlijst.
Bekend is de scène waarin de naakte Leonie (gespeeld door Pleuni Touw) door onzichtbare daders met sirihsap bespuugd wordt, nadat ze zich schuldig gemaakt heeft aan overspel.

## Verhaal
Het verhaal speelt zich af aan het einde van de 19e eeuw en draait om de culturele kloof tussen Oost en West, in dit geval: Java en Nederland. De Nederlandse kolonialen worden zich ervan bewust dat ze weliswaar in naam overheersers van Java zijn, maar dat het eiland tevens zijn eigen natuurlijke orde handhaaft. Die orde wordt in stand gehouden door "de stille kracht"  (de goenagoena) – een term die zowel naar de voor westerlingen ondoorgrondelijke aspecten van de oosterse cultuur verwijst als naar een vorm van tovenarij.

## Productie

### Muziek
Voor de soundtrack werd gebruikgemaakt van het tweede deel uit de Sinfonia van Luciano Berio, in de uitvoering van de New York Philharmonic onder leiding van Berio zelf. Aan deze uitvoering werkten ook The Swingle Singers mee. De walsen waarop in de serie gedanst wordt, werden gecomponeerd door Tonny Eyk.

## Rolverdeling
| Personage                 | Acteur/actrice       |
| ------------------------- | -------------------- |
| Resident Otto van Oudijck | Bob de Lange         |
| Leonie van Oudijck        | Pleuni Touw          |
| Theo van Oudijck          | Willem Nijholt       |
| Doddy van Oudijck         | Astrid Ceuleers      |
| Addy de Luce              | Hans Dagelet         |
| De raden-ajoe pangéran    | Caro van Eyck        |
| Paul van Hove             | Ton Kuyl             |
| Eva Eldersma              | Petra Laseur         |
| Mevrouw Van Does          | Elly Ruimschotel     |
| Mevrouw Van Doorn         | Ingeborg Elzevier    |
| Mevrouw Van Helderen      | Ciska Triezenberg    |
| Dokter Van Doorn          | Piet Kamerman        |
| Van Helderen              | Rudolf Lucieer       |
| Regent van Ngadjiwa       | Indra Kamadjojo      |
| Secretaris Eldersma       | Lex van Delden       |
| Soenario                  | Rien Frederiksz      |
| Oppas                     | Ernst Pattynama      |
| Oerip                     | Jenny Heetkamp       |
| De raden-ajoe             | Lyda Jonkers         |
| Si-Oudijck                | Robert Funcke        |
| Bediende                  | Philip Brandon       |
| Bediende                  | Joop Swartelé        |
| Bediende                  | André Senn van Basel |
| Majoor van het KNIL       | Rudi Falkenhagen     |
| Sergeant van het KNIL     | Rolf Spaan           |

## Afleveringen
| Aflevering | Uitzenddatum      |
| ---------- | ----------------- |
| 1          | 9 september 1974  |
| 2          | 19 september 1974 |
| 3          | 23 september 1974 |